# Linia kolejowa Koszedary – Radziwiliszki
Linia kolejowa Koszedary – Radziwiliszki – linia kolejowa na Litwie łącząca stację Koszedary ze stacją Radziwiliszki.
Linia na całej długości jest niezelektryfikowana. Liczba torów jest zmienna i wynosi na poszczególnych odcinkach:
- Koszedary – Livintai - linia dwutorowa
- Livintai – Janów - linia jednotorowa
- Janów – Żejmy - linia dwutorowa
- Żejmy – Kiejdany - linia jednotorowa
- Kiejdany – Gimbogala - linia dwutorowa
- Gimbogala – rozjazd z linią Radziwiliszki–Rakiszki - linia jednotorowa
- rozjazd z linią Radziwiliszki–Rakiszki – Radziwiliszki - linia trzytorowa

## Historia
Linia powstała w 1871 jako część drogi żelaznej libawsko-romeńskiej. Początkowo leżała w Imperium Rosyjskim, w latach 1918 - 1940 położona była na Litwie, następnie w Związku Sowieckim (1940 - 1991). Od 1991 ponownie znajduje się w granicach niepodległej Litwy.